# Ernst Volk
Ernst Volk (* 13. November 1927 in Biskirchen; † 16. Oktober 2015 in Berlin) war ein deutscher lutherischer Pfarrer und Theologe.

## Leben
Ernst Volk wuchs in Biskirchen an der Lahn auf, wo er 1942 in der reformiert geprägten Kirchengemeinde konfirmiert wurde. Er besuchte das Gymnasium Philippinum Weilburg, was durch den Zweiten Weltkrieg unterbrochen wurde. Dort erlebte er 1944/45 traumatisierende Geschehnisse und die Unentrinnbarkeit von Lebenssituationen, die er im Unterschied zu vielen Kameraden überlebte. Nach kurzer Gefangenschaft konnte er ausgehungert nach Biskirchen zurückkehren. Nach 1945 besuchte er wieder das Gymnasium in Weilburg, das er 1946 mit dem Abitur abschloss. Er entschloss sich zu einem Studium der Evangelischen Theologie in Marburg, wo er vom reformierten zum lutherischen Bekenntnis übertrat, als auch in Wuppertal. Dem 1. Theologischen Examen folgte 1952 sein Vikariat in Oberhausen und in Wetzlar-Niedergirmes. Danach ließ er sich auf die lutherischen Bekenntnisschriften ordinieren und beschäftigte sich fortan mit den Schriften und der Theologie Martin Luthers, für dessen reformatorisches Erbe er sich einsetzte. Anschließend arbeitete er als Pfarrverweser in Hückelhoven bei Aachen. Von 1956 bis 1992 war er Pfarrer in Mülheim an der Mosel. Er förderte besonders die Partnerschaftsarbeit des Kirchenkreises mit Kirchengemeinden in der Uckermark.
Von 1972 bis 1995 war er Vorsitzender des Lutherischen Konvents im Rheinland, danach deren Ehrenvorsitzender. 1960 wurde Volk von der Kreissynode Trier als Skriba in den Kreissynodalvorstand gewählt.
1964 wählte sie ihn dreimal in Folge in das Amt des Superintendenten, das er bis zu seiner Pensionierung 1992 innehatte.
Als Autor von Beiträgen im Informationsbrief der Bekenntnisbewegung „Kein anderes Evangelium“ wurde er überregional bekannt. Für Aufsehen sorgte er, als er sich 1996 gegen die Teilnahme von Protestanten an katholischen Wallfahrten – etwa nach Lourdes oder zum Heiligen Rock nach Trier – aussprach. Wer dies tue, erkenne damit römische Lehrentscheidungen an.

## Privates
Ernst Volk heiratete 1954 seine Frau Gertraude Hirse, die 2012 verstarb. Die kirchliche Trauung fand in Rothenburg an der Neiße statt, wo sein Schwiegervater als Pfarrer tätig war. Das Paar hatte drei Kinder und wohnte in Mülheim an der Mosel. Nach dem Tod seiner Frau zog er 2013 in die Nähe seiner Kinder nach Berlin in ein Pflegeheim.

## Veröffentlichungen (Auswahl)
- Evangelische Kirche, quo vadis? Evangelische Notgemeinschaft in Deutschland e.V., Sachsen bei Ansbach 1975.
- Utopie oder Evangelium: Gedanken zur 500. Wiederkehr des Geburtstages von Thomas Morus. Fakultät der Lutherisch-Theologischen Hochschule, Oberursel (Taunus) 1978, ISBN 978-3-921613-09-2.
- Der Sonderfonds des ökumenischen Antirassismusprogramms widerspricht dem Evangelium. Eine Studie über Antirassismus, Freiheitskampf und die Kirche Jesu Christi. Idea e.V., Wetzlar 1984.
- Kirchensteuern für den Sonderfonds? Solidarität oder Glaube der Liebe. Ein Gutachten zu einer umstrittenen Entscheidung der Evangelischen Kirche im Rheinland. Idea e.V., Wetzlar 1985.
- Das südafrikanische „Kairos-Dokument“ – prophetische Stimme oder politische Agitation? Eine Analyse. Idea e.V., Wetzlar 1986.
- Der andere Martin. Eine Erinnerung an den lutherischen Theologen Martin Chemnitz. Förderverein Kirchliche Erneuerung, Berlin 1987.
- Vom evangelischen Predigtamt. Ein Fragment. Lutherische Buchhandlung Harms, Gross Oesingen 1990, ISBN 3-922534-55-4.
- Der Christ im nachchristlichen Deutschland. Vortrag des Vorsitzenden des Lutherischen Konventes im Rheinland. (Superintendent Ernst Volk, Trier). Idea e.V., Wetzlar 1991.
- Evangelische Kirche Mülheim, Mosel. (Fotos: Andreas Lechtape). Schnell und Steiner, München/Regensburg 1993.
- War Luther ein Antisemit? Eine Stellungnahme zur Forderung, die EKD möge sich von Luthers judenfeindlichen Aussagen öffentlich distanzieren. Idea e.V., Wetzlar 1996.
- Philipp Melanchthon. Der Lehrer Deutschlands. Lutherische Buchhandlung Harms, Gross Oesingen 1997, ISBN 3-86147-157-4.
- Anfechtung und Gewißheit des Glaubens. Die sieben Sendschreiben der Offenbarung des Johannes ausgelegt. Freimund-Verlag, Neuendettelsau 1998, ISBN 3-7726-0192-8 und Gesellschaft für Mission, ISBN 978-3-86540-192-2.
- Johannes Bugenhagen. Der Reformator im Norden. Lutherische Buchhandlung Harms, Gross Oesingen 1999, ISBN 3-86147-174-4.
- Der Osiandrische Streit und seine Gegenwartsbedeutung. In: Homiletisch-liturgisches Korrespondenzblatt, N.F. Bd. 17 (1999/2000), Nr. 67, S. 321–336.
- Johannes Brenz. Zeuge biblisch-evangelischer Wahrheit und Reformator im südlichen Deutschland. VTR, Nürnberg 2010, ISBN 978-3-941750-23-4.
- Ein feste Burg ist unser Gott. Evangelisches Glaubenszeugnis in Luthers Liedern. Thomas Berke und Winfrid Krause (Hrsg.; posthum), Freimund-Verlag, Neuendettelsau 2017, ISBN 978-3-946083-22-1.

als Mitautor
- mit Hartmut Günther: Luthers Epistelauslegung. Band 5: Der erste Brief des Paulus an Timotheus. Der erste Brief des Paulus an Titus. Vandenhoeck & Ruprecht, Göttingen 1997, ISBN 978-3-525-55637-5.
- mit Gertraude Volk: So kommt der Glaube aus der Predigt. Evangelische Predigt im Trierer Land. Lutherische Buchhandlung Harms, Gross Oesingen 2006, ISBN 978-3-86147-295-7.